# Шансонье
Шансонье́ (фр. chansonnier, от chanson — «песня») — французский эстрадный певец, исполнитель куплетов; исполнитель жанровых песен в «монмартрском» стиле, часто автор их слов и музыки (см. «Шансон»). Искусство шансонье восходит к творчеству средневековых французских менестрелей.
На рубеже XVIII—XIX веков революционный подъём народа вызвал развитие искусства шансонье, которые откликались в своих песнях на злободневные события. Шансонье часто приспосабливали новые тексты к уже существующим мелодиям. В конце XIX века «шансонье» стали называть профессиональных артистов эстрады (Г. Монтегюс, А. Брюан и др.).

## Вне Франции
За пределами Франции к числу шансонье часто относят всех исполнителей франкоязычных песен. В силу этого одной категорией оказываются объединёнными, с одной стороны, такие исполнители как А. Марли, М. Шевалье, Э. Пиаф, Ив Монтан, Ж. Брассенс, Шарль Азнавур — собственно шансонье, то есть исполнители шансонов, и, с другой стороны, М. Матье, Д. Дассен, П. Каас и многие другие, исполняющие французские эстрадные песни.
Искусство французских исполнителей оказало влияние на развитие вокальных жанров современного эстрадного музыкального искусства европейских стран, в том числе СССР и России (М. Н. Савояров, А. Н. Вертинский, Л. О. Утёсов, М. Н. Бернес, Б. Ш. Окуджава, В. С. Высоцкий, А. А. Галич и др.).
В начале 1990-х годов название шансонье на постсоветском пространстве стало означать «исполнителя эстрадной музыки в кабаре, кабаках и ресторанах». Как правило, современный шансон, пошедший из девяностых, принято считать потомком советской авторской песни, так как свой репертуар шансонье обычно придумывает и пишет сам (хотя иногда это не так). В отличие от авторской песни, где сатира присутствует в довольно завуалированном виде, российскому шансону присущи плебейский юмор, ненормативная лексика, а также — подражания русскому произношению английских слов: например «хава ю» (how are you?), «бэби» (baby), «жастей моумент» (just a moment) и т. д. Считается, что на блатной шансон 1990-х оказали влияние проамериканская культура России и стран СНГ тех времён, а также идеализация стиля жизни новых русских (тюрьма, малиновый пиджак, определённый сленг и т. д.). Примеры шансонье того времени: группы «Ленинград» (Шнуров), «Гоголь Борделло», «Красные Элвисы» и т. д.